# 离药蓬莱葛
离药蓬莱葛（学名：Gardneria distincta）为马钱科蓬莱葛属下的一个种。